# Carrer de la Barceloneta (Gelida)
|  | Per a altres significats, vegeu «Carrer Barceloneta (Figueres)». |

El Carrer de la Barceloneta és un vial al bell mig del nucli de Gelida (l'Alt Penedès) entre els carrers de Peracaula i de Sant Lluís. Un dels seus trams és protegit com a Bé Cultural d'Interès Local. Aquest té cases entre mitgeres a banda i banda, de planta baixa i un o dos pisos, llevat d'un subtram que presenta construccions a uns sola banda i arbres al davant. A l'extrem del carrer hi ha unes escales que salven el desnivell fins al Carrer de Sant Lluís. La tipologia de les construccions és la de torres d'estiueig i cases populars, que combinen elements de l'eclecticisme, modernisme, noucentisme, etc.